# Strix Television
Strix Television var et Skandinavisk produktionsselskab som blev grundlagt i 1998 som et datterselskab af svenske Strix Television. Selskabet står bl.a. bag Robinson Ekspeditionen, Baren, På rejse med sjælen, Top Model, De Fantastiske 5, Den Hemmelige Millionær, Med kniven for struben, Hospitalet og Kokkekampen. Strix Television blev bygget op i Danmark af Hanne Danielsen og Martin Abildgaard før Fredrik Hillerbrand overtog som direktør.
I 2015 blev selskaberne Gong og Strix fusioneret, skiftede navn til Strong Productions og flyttede til Københavns Nordvest kvarter. 